# 北海道道308号日吉端野線
北海道道308号日吉端野線（ほっかいどうどう308ごう ひよしたんのせん）は、北海道北見市内を結ぶ一般道道（北海道道）である。

## 概要

### 路線データ
- 起点：北海道北見市常呂町字日吉（北海道道7号北見常呂線交点）
- 終点：北海道北見市端野町二区（国道39号交点）
- 路線延長：10.8 km（実延長）

## 歴史
- 1957年（昭和32年）7月25日 271号として路線認定[1]。
- 1994年（平成6年）10月1日 路線番号を308号に変更[2]。

## 路線状況

### 道路施設
主な橋梁
- 川口橋（仁頃川＝常呂川支流）＝端野町忠志

## 地理
常呂川左岸に沿って走る。

### 通過する自治体
- オホーツク総合振興局
  - 北見市

### 交差する道路
北見市
- 北海道道7号北見常呂線 - 常呂町字日吉（起点）
- 北海道道655号仁倉端野線 - 端野町忠志
- 国道39号 - 端野町二区（終点）